# Jens Gündling

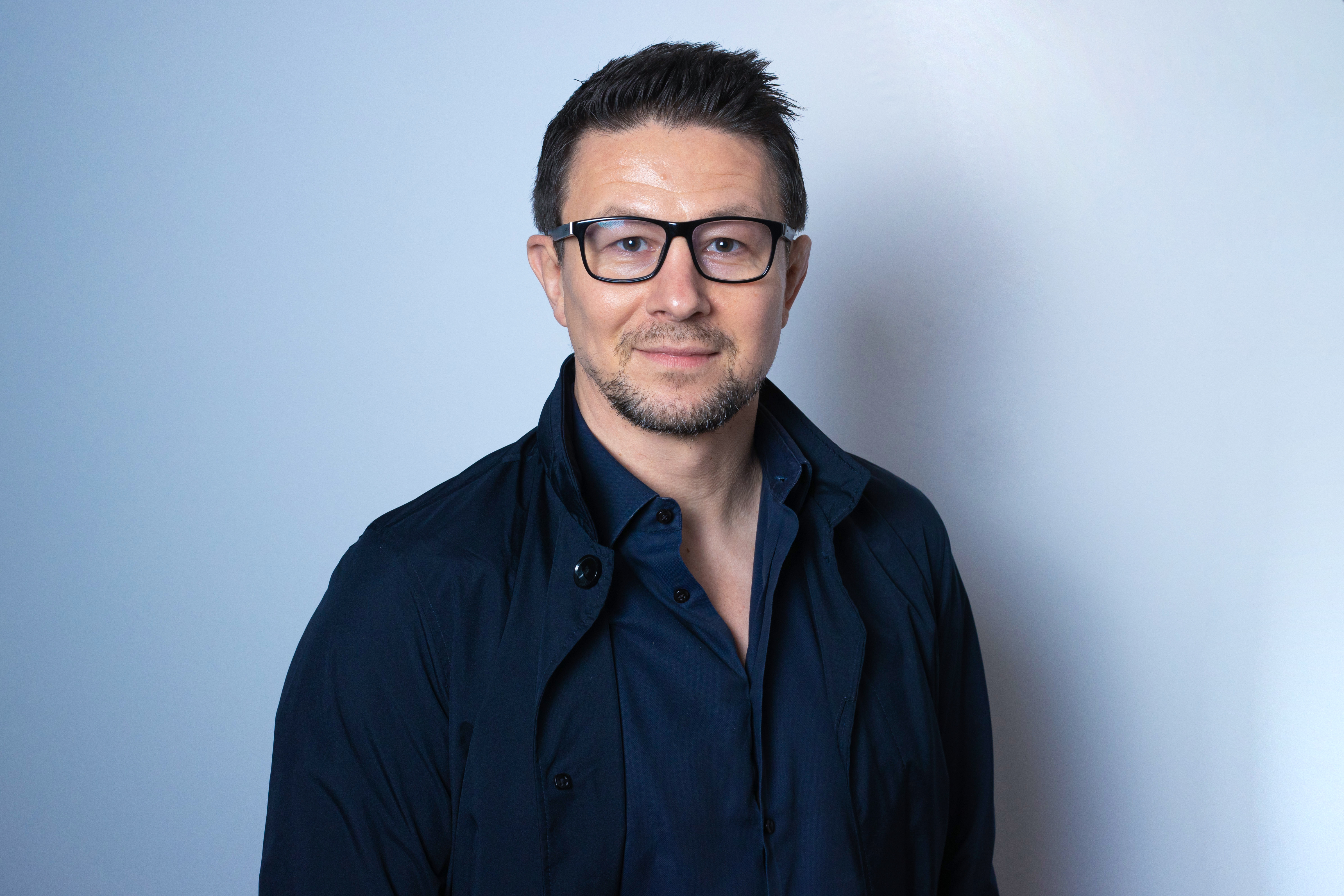
Jens Gündling (2023)

Jens Gündling (* 7. Juni 1976 in Alzenau) ist ein ehemaliger deutscher Freistilringer.

## Werdegang
Fünfjährig begann Gündling mit dem Ringen beim AV Alzenau. Neben schweren Niederlagen und zahlreichen deutschen Jugend- und Juniorenmeistertiteln und einem dritten Platz bei den Junioreneuropameisterschaften 1993 gewann er zweimal in Folge den deutschen Meistertitel der Männer im Leichtgewicht und gehörte von 1997 bis 2001 der A-Nationalmannschaft des DRB an. Gewichtsbedingt, bei einer Größe von 1,75 Metern und einem Normalgewicht von 77 Kilogramm, baute er sich 2001 ins Weltergewicht auf.
Nach sieben Jahren bei der RWG Mömbris-Königshofen wechselte er nach zwei deutschen Vizemannschaftsmeistertiteln in den Jahren 1991 und 1994 zum KSV Germania Aalen. In drei Jahren unter den Trainern Ahmet Cakici und Thomas Zander konnte der Freistiltechniker mehr als 80 Prozent seiner Ligakämpfe gewinnen. Sein Höhepunkt in dieser Zeit war der Einzelsieg im Finale um die deutsche Mannschaftsmeisterschaft in Schifferstadt im Jahr 2001, als er in kurzer Zeit mehr als 10 Kilogramm abnahm und überraschend in der Gewichtsklasse bis 66 Kilogramm antrat und gewann. Mit dem KSV Germania Aalen wurde er 2001 Deutscher Mannschaftsmeister, 2002 und 2003 Deutscher Vizemannschaftsmeister.
In der Saison 2004/2005 ging Gündling wieder in seiner Heimat auf die Matte – beim SC Siegfried Kleinostheim in der 2. Bundesliga, mit dem er im selben Jahr den Meistertitel erreichte.
Seit 2004 besitzt Jens Gündling den Trainerschein und trainiert die Schüler des AC Bavaria Goldbach, die er ein Jahr später auch unter Trainer Jürgen Barleben aktiv in der 2. Bundesliga unterstützte. Er beendete seine aktive Karriere im Dezember 2005.
Im Januar 2006 wurde er mit 29 Jahren Cheftrainer des Ringerverbandes Hessen. Ab Januar 2009 fungiert Jens Gündling als neuer Trainer des RSC Laudenbach. Gündling kam über persönliche Kontakte nach Laudenbach. Seit Januar 2010 ist er Trainer des KSC Hösbach. Seit 2023 ist Jens Gündling Funktionstrainer beim DRB.

## Internationale Erfolge
- 3. Platz bei den Europameisterschaften der Junioren 1993
- 8. Platz bei den Weltmeisterschaften der Kadetten 1992
- 6. Platz beim Weltcup der Senioren 1999
- 2. Platz bei den Baltic Sea Games der Senioren 1997
- 8. Platz bei den Europameisterschaften der Senioren 1998

## Nationale Erfolge
- Deutscher Meister der Senioren 1999 und 2000
- mehrfacher Deutscher Meister der Jugend und Junioren

| Personendaten    | Personendaten            |
| ---------------- | ------------------------ |
| NAME             | Gündling, Jens           |
| KURZBESCHREIBUNG | deutscher Freistilringer |
| GEBURTSDATUM     | 7. Juni 1976             |
| GEBURTSORT       | Alzenau                  |